# Сердюк Анастасія Олександрівна
Анастасія Олександрівна Сердюк (у шлюбі — Буніна; нар. 7 квітня 1968, Київ, УРСР) — українська акторка. Член Національної Спілки кінематографістів України.

## Життєпис
Народилась в акторській родині Леся Сердюка та Ірини Буніної.
Закінчила Київський державний інститут театрального мистецтва ім. І. Карпенка-Карого (1991). Працює у Національному академічному драматичному театрі імені Лесі Українки.

## Фільмографія
- 2020 — «Найгірша подруга» — Світлана
- 2016 — «Центральна лікарня» — епізод
- 2016 — «Нитки долі» — епізод
- 2016 — «На лінії життя» — Жарова, мати Руслана
- 2016 — «Папараці»
- 2014 — «Я буду чекати тебе завжди» — епізод
- 2014 — «Будинок з ліліями»
- 2008 — «Геній порожнього місця» — Ольга Пілюгіна
- 2007 — «Серцю не накажеш» — Тетяна Бичковська
- 2005 — «Міф про ідеального чоловіка» — Тетьяна, сестра Андрія Ларіонова
- 2002 — «Золота лихоманка» — Тетяна
- 1995 — «Страчені світанки» — Килина
- 1990 — «Мої люди» — Інна